# ジリス亜科
ジリス亜科（学名: Xerinae）は、ネズミ目（齧歯目）リス科に分類される亜科。
多くが地上で生活するリス（ジリス）の仲間である。マーモット族（マーモット、シマリス、プレーリードッグ、全北区のジリス)、アラゲジリス族（アフリカ大陸およびユーラシア大陸のジリス）、アブラヤシリス族（アフリカの樹上性リス）の3族22属からなる。

## 分類
- アラゲジリス族 Xerini (3属6種)
  - バーバリージリス属 Atlantoxerus – モロッコ、アルジェリアに分布
  - ツメナガハタリス属 Spermophilopsis - アラゲジリス族の中で唯一アジアに分布
  - アラゲジリス属 Xerus - アフリカ大陸に分布

- マーモット族 Marmotini (13属95種) - 詳細は「ジリス」を参照
  - レイヨウジリス属 Ammospermophilus – アメリカ南部からメキシコに分布
  - Callospermophilus – カナダ、アメリカ、メキシコに分布
  - プレーリードッグ属 Cynomys
  - Ictidomys - カナダ、アメリカ、メキシコに分布
  - マーモット属 Marmota
  - Notocitellus - メキシコに分布
  - Otospermophilus - アメリカ、メキシコに分布
  - Poliocitellus - カナダ、アメリカに分布
  - イワリス属 Sciurotamias - 中国に分布
  - Spermophilus - すべての種がユーラシア大陸に分布
  - シマリス属 Tamias
  - Urocitellus - 主に北アメリカ大陸に分布
  - Xerospermophilus - アメリカ、メキシコに分布

- アブラヤシリス族（英語版） Protoxerini (6属31種)
  - アフリカヤシリス属 Epixerus
  - キリス属 Funisciurus
  - タイヨウリス属 Heliosciurus
  - アフリカコビトリス属 Myosciurus
  - アフリカヤブリス属 Paraxerus
  - アブラヤシリス属 Protoxerus